# Ambrose Maréchal
Ambrose Maréchal PSS (ur. 28 sierpnia 1764 w Ingré we Francji, zm. 29 stycznia 1828) – amerykański duchowny katolicki pochodzenia francuskiego, arcybiskup metropolita Baltimore w latach 1817–1828.
Urodził się niedaleko Orleanu. Początkowo miał być prawnikiem, zrezygnował jednak ze studiów i wstąpił do Zgromadzenia Sulpicjan w Orleanie, gdzie w 1787 otrzymał tonsurę. Święcenia kapłańskie przyjął w Bordeaux 25 marca 1792. Z powodu trudnej sytuacji Kościoła w czasie rewolucji francuskiej tuż po ordynacji opuścił ojczyznę i udał się, z narażeniem życia, na kontynent amerykański. Tam w dniu 24 czerwca 1792 odprawił swą pierwszą mszę św. Pracował m.in. jako wykładowca w Seminarium NMP w Baltimore. Po kilku latach pobytu w USA został wezwany przez swych przełożonych zakonnych do powrotu do Francji. Miał wykładać w Saint-Flour, Lyonie, Aix i Marsylii. Od 1812 ponownie przebywał w Baltimore.
W 1816 mianowany został biskupem Filadelfii, lecz na jego wniosek nominacja została wycofana. 24 lipca 1817 otrzymał nominację na koadiutora arcybiskupa baltimorskiego Neale'a ze stolicą tytularną Stauropolis. Bulla nominacyjna dotarła jednak do Baltimore już po śmierci abpa Neale'a, co oznaczało, iż ks. Maréchal został nie koadiutorem, a bezpośrednio arcybiskupem metropolitą baltimorskim. Sakry udzielił mu bp Jean-Louis Anne Madelain Lefebvre de Cheverus, ordynariusz Bostonu. Za jego rządów została ukończona bazylika archikatedralna Wniebowzięcia NMP, którą uroczyście poświęcił. W latach 1822–1825 był administratorem apostolskim diecezji Richmond. Po powrocie z podróży po Kanadzie (1826) zachorował i zmarł nie doczekawszy konsekracji biskupiej swego nowo mianowanego koadiutora ks. Jamesa Whitfielda. Pochowany został w krypcie baltimorskiej bazyliki archikatedralnej.